# دهستان فرامرزان
فَرامَرزان دهستانی است از توابع بخش جناح شهرستان بستک که در غرب استان هرمزگان در جنوب ایران واقع شده‌است که مرکز این دهستان، هنگویه می‌باشد.
دهستان فرامرزان در مسیل فوقانی رودخانه مهران واقع شده‌است و دهات آن در دو طرف مسیر رودخانه قرار گرفته‌اند.

## جمعیت
جمعیت دهستان فرامرزان طبق سرشماری عمومی نفوس و مسکن در سال ۱۳۸۵، برابر با ۱۰۸۰۸ نفر بوده‌است. که از اهل سنت و از شاخه شافعی هستند یعنی از پیروان امام محمد ادریس شافعی می‌باشند و به زبان اچُمی تکلم می‌کنند.

## محدودهٔ دهستان فرامرزان
از شمال به کوه کُماخُن و دهستان حومه، از جنوب کوه داربست، و کوه گچویه و شیبکوه، از مغرب به گردنه خنجی و کوه تُرَکی حمیران و دهستان اشکنان، و از سمت مشرق به کهتویه و جناح منتهی می‌شود.
این دهستان در مسیل فوقانی رودخانه مهران واقع شده‌است و دهات آن در دو طرف مسیر رودخانه قرار گرفته‌اند مسیر رودخانه را در بعضی نقاط باتلاق‌های نسبتاً وسیع پر از بوته‌های گَز فرا گرفته‌است.
این دهستان از شهر جناح در مغرب شهر بستک شروع شده و به کمشک در انتهای غربی شهرستان بستک منتهی می‌شود.

## مسیر رودخانه
مسیر رودخانه را در بعضی نقاط باتلاقهایی نسبتاً وسیع پر از از بوته‌های گز به لهجه محلی «گِزَک» فرا گرفته که درون آن‌ها حیوانات وحشی مانند گراز زندگی نموده و احیاناً خسارت زیادی به محصولات کشاورزی می‌رسانند.

## جادهٔ بستک فرمرزان
جاده بستک به فرمرزان از جناح به بعد به دو رشته شده یکی ازدهات شمالی رودخانه مهران ودیگری از دهات جنوب رودخانه عبور نموده و در روستای کمشک به هم می‌رسند.

## فهرست منابع و مآخذ
- محمدیان، کوخردی، محمد،  «شهرستان بستک و بخش کوخرد» ، ج۱. چاپ اول، دبی: سال انتشار ۲۰۰۵ میلادی.
- عباسی، قلی، مصطفی،  «بستک وجهانگیریه» ، چاپ اول، تهران: ناشر: شرکت انتشارات جهان معاصر، سال ۱۳۷۲ خورشیدی.
- سلامی، بستکی، احمد.  (بستک در گذرگاه تاریخ)  ج۲ چاپ اول، ۱۳۷۲ خورشیدی.
- نگاره‌ها از: احمد سلمان گوده‌ای و محمد محمدیان کوخِردی.
- بالود، محمد.  (فرهنگ عامه در منطقه بستک)  ناشر همسایه، چاپ زیتون، انتشار سال ۱۳۸۴ خورشیدی.
- مهندس: موحد، جمیل. (بستک و خلیج فارس) چاپ اول، تهران: سال انتشار ۱۳۴۳ خورشیدی.
- بالود، محمد.  (فرهنگ عامه در منطقه بستک)  ناشر همسایه، چاپ زیتون، انتشار سال ۱۳۸۴ خورشیدی.
- الکوخردی، محمد، بن یوسف، (کُوخِرد حَاضِرَة اِسلامِیةَ عَلی ضِفافِ نَهر مِهران Kookherd, an Islamic District on the bank of Mehran River) الطبعة الثالثة، دبی: سنة ۱۹۹۷ للمیلاد.
- بختیاری، سعید،  «اتواطلس ایران» ، “ مؤسسه جغرافیایی وکارتگرافی گیتاشناسی، بهار ۱۳۸۴ خورشیدی.
- چمن پیرا، ناصر پاییز ۱۳۷۴ خورشیدی.
- محمد، صدیق «تارخ فارس» صفحه‌های (۵۰ ـ ۵۱ ـ ۵۲ ـ ۵۳)، چاپ سال ۱۹۹۳ میلادی.
- اطلس گیتاشناسی استان‌های ایران [Atlas Gitashenasi Ostanhai Iran] (Gitashenasi Province Atlas of Iran)